# Académie des sciences
De Académie des sciences (de Franse academie van wetenschappen), bij haar oprichting in 1666 Académie royale des sciences genaamd, is een van de vijf academies die samen het Institut de France vormen. De Académie bestaat anno 2016 uit 262 leden. Het wetenschappelijk genootschap stimuleert de Franse wetenschap en verdedigt de belangen ervan. Ook wordt bijgedragen aan de ontwikkeling van die wetenschap en de toepassing ervan. Tijdens de Verlichting speelde de academie een vooraanstaande rol in de ontwikkeling van de wetenschap in Europa.

## Geschiedenis

### Beginjaren

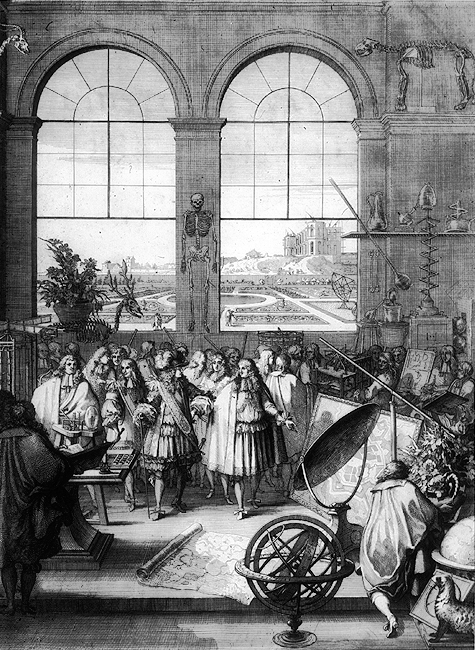
Lodewijk XIV brengt in 1671 een bezoek aan de Académie.

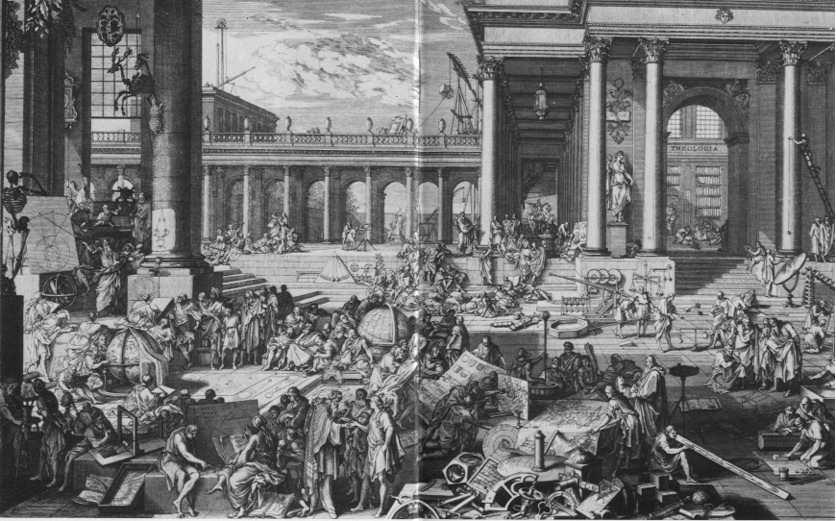
Bezigheden in de academie in 1698

De oprichting van de Académie was het werk van Jean-Baptiste Colbert, die een groep geleerden uitkoos die op 22 december 1666 in de koninklijke bibliotheek bij elkaar kwamen. Van de 16 aanwezigen was Christiaan Huygens, die boven de bibliotheek in het huis van Colbert woonde, de enige buitenlander. Het model van Colbert is een instituut zonder statuten, waarbij het intellectueel eigendom toekomt aan de Académie en niet aan de ontwikkelaar daarvan. Mensen, die niet primair in de wetenschappelijke waarheden zijn geïnteresseerd en jezuïeten worden van lidmaatschap uitgesloten. De Académie had een jaarlijks budget van 88.000 livres, waarvan 51.000 livres voor wetenschappelijk onderzoek.
Christiaan Huygens stelt, in 27 punten, een lijst samen voor wetenschappelijk onderzoek. Deze lijst omvat o.a. de volgende aandachtsgebieden:
- sterrenkunde: afstanden naar en diameters en rotatiesnelheid van aarde, zon en planeten, incl. de manen van Jupiter
- optica: perfectioneren verrekijkers en microscopen, breking van licht in transparante lichamen
- met slingeruurwerken lengtegraden bepalen voor de scheepvaart
- mechanica: valtijden van zware lichamen bepalen, kracht bepalen van buskruit, knalgoud, botsingen,
- universele maateenheid vaststellen voor lengte en gewicht
- onderlinge zwaarte bepalen van vaste stoffen en vloeistoffen
- kracht en snelheid van de wind en water bepalen
- klanken: verband tussen klanken, snaarlengte, toonhoogte, snaarspanning

Vanaf de oprichting kwamen de geleerden tweemaal per week bij elkaar: op woensdag over wiskunde, mechanica en astronomie en op zaterdag over natuurkunde en natuurwetenschappen.
Na de dood van Colbert, in 1683, wordt door zijn opvolger aan alle buitenlanders het lidmaatschap ontnomen. Deze weigert zelfs Christiaan Huygens te betalen voor de levering van een door Colbert besteld planetarium.
De eerste dertig jaar van de Académie bleven de contacten informeel omdat er geen statuten waren.
Op 20 januari 1699 gaf koning Lodewijk XIV het genootschap zijn eerste reglement. De Académie kreeg het predicaat Koninklijk en vestigde zich in het Louvre in Parijs. Na de Franse Revolutie werden op 8 augustus 1793 alle academies ontbonden door de Nationale Conventie. Op 22 augustus 1795 werd in de plaats een "nationaal instituut voor wetenschap en kunst" gesticht, dat de oude academies van wetenschappen, literatuur en kunst verving. In 1816 werd de Académie des sciences weer zelfstandig, als onderdeel van het Institut de France en gehuisvest in het Collège des Quatre-Nations. Het Franse staatshoofd bleef daardoor patroon van de Académie. Van 1835 tot 1965 werden de bezigheden van de academie gepubliceerd onder de naam Comptes Rendus de l'Académie des sciences.
Op 20 januari 1699 gaf Lodewijk XIV de Académie haar eerste reglement en werd beschermheer van het genootschap. De koninklijke Académie des sciences zetelde in het Louvre. Leden werden, na voordracht door de Académie, door de koning benoemd. Het genootschap bestond uit 70 leden en daar werden nog 85 corresponderende leden aan toegevoegd. Tijdens de 18e eeuw wijzigde de organisatie van de koninklijke Académie des sciences meerdere keren. In 1785 werd een afdeling algemene fysica en een afdeling voor geschiedenis van de natuur en delfstoffen toegevoegd aan de zes reeds bestaande afdelingen (geometrie, astronomie, mechanica, anatomie, chemie, botanica). Met haar werk en haar publicaties droeg de Académie wezenlijk bij aan de groei van wetenschapsactiviteiten.
Descriptions des arts et métiers faites ou approuvées par Messieurs de l’Académie royale des sciences is een verzameling werken over oude ambachten die werd gepubliceerd op verzoek van Colbert. Het plan hiertoe werd eind 17e eeuw in werking gezet onder leiding van Gilles Filleau des Billettes, Sébastien Truchet, Jacques Jaugeon en abt Jean-Paul Bignon.
In 1676 bracht de Académie, onder supervisie van de door Claude Perrault aangedragen Denis Dodart, een basisboek voor de botanica in Frankrijk uit, getiteld Mémoires pour servir à l'histoire des plantes (verhandelingen ten behoeve van de plantengeschiedenis). Duclos, Pierre Borel, Perrault, Calois, Edme Mariotte, Claude Bourdelin en Nicolas Marchant droegen eraan bij. Negenendertig nieuwe planten werden nauwkeurig beschreven en het geheel werd voorzien van illustraties door Nicolas Robert. Bernard le Bovier de Fontenelle zei het volgende over de Mémoires: Men kan de zojuist geciteerde inleiding zien als een model voor een allesomvattende theorie, die tot in het kleinste detail te volgen is, erg fijntjes verteld en gekruid met de meest sympathieke bescheidenheid.

### Tijdens de Revolutie
Tijdens de Revolutie werd de Académie des sciences zwaar beproefd. Hoewel zij trachtte ver weg te blijven van het politieke debat, werd het instituut toch veelvuldig overgehaald om besprekingen te voeren met de Assemblée nationale en later de Nationale Conventie. Toen haar gevraagd werd om de algemene hervorming van het stelsel van maten en gewichten (poids et mesures) voor te bereiden, benoemde het genootschap meteen vijf commissies om dat te realiseren: Cassini, Méchain en Legendre hielden zich bezig met astronomische maten; Meusnier en Monge kregen de opdracht om uiterst nauwkeurige landmetingen te gaan doen; Borda en Colomb bestudeerden hoe lang een pendule moet zijn om iedere seconde te tikken; Lavoisier en Haüy bepaalden het gewicht van gedestilleerd water; Tillet, Brisson en Vandermonde stelden het zeer ingewikkelde netwerk van oude maten op.
De Académie trachtte moeilijke situaties te vermijden wanneer haar om bijkomstig advies werd gevraagd. Ze deed het verzoek geen uitspraken meer te hoeven doen over vergoedingen die particulieren of steden aan de regering vroegen. Als haar gevraagd werd advies te geven over brandende kwesties als het levensonderhoud in deze tijd van opstand, verschuilde zij zich achter eerder behaalde resultaten. Bij een verzoek om advies over oorlogsmateriaal beriep de Académie zich op haar vredesmissie.
In deze periode van politieke omzichtigheid, vermeed de Académie zich bloot te stellen aan de hoogdravende taal bij sociëteiten. Echter, op 11 augustus 1792, de dag voor de bestorming van de Tuilerieën kwam Antoine François de Fourcroy in opstand en vroeg de lijst van academici voor te lezen teneinde er leden van weg te strepen. Dat voorstel werd afgewezen, maar een week later herhaalde hij het met de opmerking dat de Parijse Sociëteit van geneeskunde meerdere geëmigreerde of van collaboratie overtuigde leden van de lijst had geschrapt en vroeg hij hetzelfde te doen. Hij kreeg als antwoord dat de Académie noch kennis moest nemen van de principes van haar leden, noch van hun politieke overtuiging, en dat de voortgang van de wetenschap haar enige bezigheid was. Fourcroy vroeg toen om toepassing van de wet die het mogelijk maakte om leden die langer dan twee maanden afwezig waren uit te sluiten. Na discussie werd de beslissing een week opgeschort. Bij de volgende bijeenkomst merkte meetkundige Cousin op dat de Académie, traditioneel gezien, bij alle maatregelen die de voortgang van de wetenschap niet aangaan, vertrouwen had in de minister. Hij verbaasde zich dat de Académie, op het moment dat de minister van Binnenlandse Zaken, die nota bene op verzoek van het volk was aangetreden en meer dan ooit hun steun nodig had, niet hetzelfde vertrouwen kreeg als zijn voorgangers. Hij stelde voor dat de leden met de minister zouden vergaderen over het voorgestelde onderwerp, in plaats van zich bezig te houden met interessantere bezigheden. Deze oplossing werd snel aangenomen, om de zaak zo te laten voortslepen en zo uiteindelijk te laten mislukken.
Op 5 september 1792 vroeg Fourcroy de secretaris voor het leven of hij antwoord had gekregen van de minister over het wegstrepen van de leden die vijandig waren aan de Revolutie. De secretaris antwoordde geen enkele brief van het ministerie te hebben ontvangen. De Académie besloot daarop dat de secretaris geen enkele ledenlijst kon afgeven totdat dat antwoord er wel was. De wilskrachtige en unanieme verwerping door zijn collega’s maakten dat Fourcroy zijn halsstarrigheid opgaf.
Die ontwijkende houding is ook terug te zien bij de andere académies, bij de Académie française, de Académie des inscriptions et belles-lettres en de Académie voor schilderkunst en muziek, die allemaal werden bedreigd. Een eerste decreet van de Conventie op 18 november 1792 schortte de benoeming op vacante plaatsen in de Académies op. Joseph Lakanal die binnen het comité voor openbaar onderwijs de belangen van de Académie verdedigde, hoopte de ondergang van de Académie te voorkomen. Op zijn voorstel werden dankzij een nieuw decreet van 17 mei 1793, de vacante plekken voor academici voorlopig ingevuld. Al op 8 augustus 1793 werd echter de definitieve ontbinding uitgesproken.
Lakanal probeerde de gevolgen van deze maatregel te verzachten, door te doen besluiten dat de leden het recht zouden behouden zonder officiële titel bij elkaar te mogen komen in hun gebruikelijke vergaderruimte om daar te discussiëren over verschillende onderwerpen die hen zouden worden aangedragen door de Conventie. De academici achtten het echter niet raadzaam om van deze tolerantie gebruik te maken. De meesten gingen uiteen en doken onder. Niet iedereen slaagde daarin en zij werden dan ook opgepakt door het Revolutionair tribunaal. Sommigen, waaronder Berthollet, bleven verbonden met het Comité de salut public (comité van algemeen welzijn) om daar de rechten van de wetenschap te behouden.
Twee jaar later, op 22 augustus 1795, werd een nationaal instituut voor wetenschap en kunst (Institut national des sciences et des arts) opgericht dat overeenkwam met de voormalige wetenschappelijke, literaire en artistieke Académies. De eerste afdeling van het Instituut (fysica en wiskunde) telde de meeste leden (66 leden van de 144). In 1805 verhuisde het Institut national des sciences et arts naar het voormalige Collège des Quatre-Nations, tegenwoordig bekend als le Palais de l’Institut.

### De hedendaagse Académie
Bij Koninklijk Besluit van 21 maart 1816 kreeg de Académie des sciences haar autonomie binnen het hervormde Institut de France terug. Het staatshoofd bleef haar baas. De Académie des sciences werd opgedeeld in twee grote afdelingen die elk weer uit verschillende secties bestaan: een afdeling ‘mathematische wetenschappen’ (geometrie, mechanica, astronomie, geografie en navigatie, algemene fysica) en een afdeling ‘natuurwetenschappen’ (chemie, mineralogie, botanica, landbouweconomie, dierkunde, anatomie, zoölogie, geneeskunde en chirurgie). Aan elke afdeling werd een neutrale secretaris voor het leven verbonden. Bovendien werd er (geheel in navolging van de Académie royale des Belles-Lettres) een afdeling van zogenaamde ‘vrije academici’ opgericht, bestaande uit tien onbezoldigde leden. Zij werden op dezelfde manier verkozen als de andere academici.
Aan het begin van de 20e eeuw had de Académie te maken met een relatieve afname van haar activiteiten en invloed, die om demografische redenen al in gang was gezet. Om mee te blijven kunnen in het hoge tempo van wetenschappelijk onderzoek in Frankrijk, moest de Académie haar structuur en missie aanpassen. Wat betreft haar leden en missie werd een grondige hervorming van de statuten aangegaan. Het eerste deel van deze per decreet van 2 mei 2002 aangenomen hervorming, maakte het mogelijk 26 nieuwe leden te kiezen. Het tweede deel van de hervorming werd per decreet van 31 januari 2003 aangenomen.
Door de Franse wet op wetenschappelijk onderzoek (la loi de programme pour la recherche n°2006-450) van 18 april 2006 werd de Académie des sciences voor het publiekrecht een rechtspersoon met een bijzondere status.
Volgens journalist Daniel Garcia is de Académie des sciences de enige wetenschappelijke academie op deze planeet die onderdak biedt aan venijnige klimaatsceptici die weigeren de menselijke verantwoordelijkheid in de opwarming van de aarde te erkennen.

## Publicaties van de Académie
Sinds 1835 brengt de Académie des sciences, gestimuleerd door de astronoom François Arago, een wetenschappelijk tijdschrift uit genaamd les Comptes rendus de l’Académie des sciences oftewel CRAS. Het tijdschrift werd lange tijd in het Frans geschreven, maar artikelen in het Engels worden voortaan ook geaccepteerd. De gepubliceerde teksten, bedoeld als communicatie binnen het instituut, zijn over het algemeen relatief kort. In tegenstelling tot haar Amerikaanse equivalent, de National Academy of Sciences, die een tijdschrift van hoog internationaal niveau uitbrengt, Proceedings of the National Academy of Sciences (PNAS), genieten de CRAS slechts weinig internationale wetenschappelijk erkenning en worden zij nauwelijks gezien. Dit komt deels doordat de publicatietaal Frans is. Mededelingen werden gedaan in het tijdschrift La Nature.

## Vrouwen in de Académie
In 1911 werd, ondanks haar wereldwijde faam na haar Nobelprijs en ontdekkingen op het gebied van radioactiviteit, Marie Curie niet gekozen als lid van de Académie. In haar plaats werd de voorkeur gegeven aan Édouard Branly. Tegen Curie werd door extreemrechts een xenofobe hetze gevoerd. Pas in 1962 werd Marguerite Perey, een natuurkundige die het element francium ontdekte, gekozen als eerste vrouwelijke lid van de Académie. In 2016 zijn slechts 28 van de 263 leden vrouw.

## Archieven van de Académie
De Académie des sciences heeft altijd zorg gedragen voor het behoud van haar geschriften. Er moest echter tot omstreeks 1880 gewacht worden voordat de verzamelingen waarop de Académie zo trots was ontstonden en de nog oudere verzamelingen weer werden gerestaureerd. De, soms oude, verzamelingen over de oprichting van de Académie worden bewaard in de archiefdienst:
- verslagen van de vergaderingen, waarvan de oudste dateren van 1666 en de meest recente van deze tijd zijn
- vele geschriften, rapporten, brieven, allerlei soorten handgeschreven stukken die zijn voorgelezen of gepresenteerd tijdens vergaderingen en die verzameld zijn in chronologisch gerangschikte dossiers, ofwel vergadermappen
- biografische dossiers over alle wetenschappers die sinds de oprichting van de Académie lid zijn geweest, met daarin handgeschreven stukken, iconografische documenten en gegevens
- dossiers over prijzen. De missie om prijzen toe te kennen ontstond in 1720. Vervolgens werden door vele donateurs prijzen bedacht
- verzegelde depots, een procedure die in de 18e eeuw in opmars kwam om op die manier uitvinders hun rechten te garanderen
- stukken van Comités en Commissies, door de Académie gemaakt om wetenschappelijke kwesties te bestuderen en om administratieve verantwoordelijkheden vast te leggen
- een belangrijke collectie persoonlijke archieven. Een van de meest opmerkelijke collecties is die van Antoine Laurent Lavoiser waarvan de stukken een zeer belangrijke bron vormen voor de historici in de chemie, het politieke leven en economie van de 18e eeuw. De andere collecties zijn ook allemaal indrukwekkend: Pierre Louis Maupertuis, René-Antoine Ferchault de Réaumur, André-Marie Ampère, Gilles Personne de Roberval, Jean-Baptiste Dumas. Daaraan zijn de archieven van wetenschappers van deze tijd als Pierre Duhem, Louis de Broglie, Élie Cartan, Henry Le Chatelier, Émile Borel, André Weil en Louis Néel toegevoegd.

In de archieven van de Académie worden ook gedrukte bronnen bewaard, zoals de verschillende verzamelingen boeken van de Académie royale des Sciences, de collectie Comptes rendus de l’Académie des sciences, opgericht in 1835 en gedigitaliseerd door de Bibliothèque nationale van Frankrijk, en ook een enorme collectie van portretten, borstbeelden, medailles en medaillons, vaak van de hand van grote artiesten.
Het in 1948 opgerichte en in 1980 gereorganiseerde Comité Lavoisier, kreeg de opdracht om de correspondentie van Antoine Lavoisier te publiceren, om zo een vervolg te geven aan de uitgave van de werken van Lavoisier geschreven tussen 1862 en 1896. Deel VI (1789-1791) werd in 1997 uitgebracht. Op de database van Panopticon is de algemene catalogus van de stukken van Lavoisier terug te vinden.

## Leden van de Académie des sciences
De Académie des sciences bestaat uit gewone leden, buitenlandse leden en corresponderende leden. De leden zijn verdeeld per sectie. Er zijn twee afdelingen (eerste afdeling: mathematische wetenschappen, fysica en hun toepassingen; en de tweede afdeling: chemische, natuur-, biologische en medische wetenschappen en hun toepassingen) met elk een eigen secretaris voor het leven. Er is ook nog een gezamenlijke sectie voor toepassing van de wetenschap. Leden worden benoemd via coöptatie en de verkiezingen vinden iedere drie jaar plaats.
Op 15 november 2016 werd Sébastien Candel voor zittingsjaar 2017-2018 tot voorzitter van de Académie gekozen. Pierre Corvol werd vicevoorzitter.
- Bibsys: 11958
- Biblioteca Nacional de España: XX144426
- Bibliothèque nationale de France: cb11862135b (data)
- CiNii: DA02196606
- Gemeinsame Normdatei: 35019-9
- International Standard Name Identifier: 0000 0001 2290 4869
- Library of Congress Control Number: n50055092
- Nationale Bibliotheek van Letland: 000048275
- Nationale Bibliotheek van Tsjechië: nlk20050161046
- Nationale bibliotheek van Australië: 35941938
- Nationale Bibliotheek van Israël: 987007257297005171
- Réseau des bibliothèques de Suisse occidentale: 02-A024261070
- Istituto Centrale per il Catalogo Unico: VEAV010659
- SNAC: w6rp1x4w
- Système universitaire de documentation: 026357852
- Trove: 1156447
- Union List of Artist Names: 500354028
- Virtual International Authority File: 316393527

Académie française · Académie des inscriptions et belles-lettres · Académie des sciences · Académie des beaux-arts · Académie des sciences morales et politiques